# 塔庄莫
塔庄莫（又称庄莫塔、塔庄慕）位于中华人民共和国云南省西双版纳傣族自治州景洪市勐泐文化园内的曼勒山上，是一座上座部佛教佛塔。塔庄莫是景洪地区“九塔十二城”（告庄西双景）古迹中的九塔之首，傣语“莫”意为头盖骨，相传塔下埋有佛祖头盖骨，因此其在中国境内外上座部佛教信徒中享有一定地位，每年有赕塔节庆。
塔庄莫坐落在勐泐文化园内，该地曾是车里宣慰司署所在地，也称勐泐故宫，历史上除召片领的寝宫和议事庭外，还建有5座佛寺和3座佛塔，现仅存塔庄莫、塔庄董2座佛塔。

## 历史
据傣文史藉记载，塔庄莫于706年（唐神龙二年）由印度的高僧苏纳厅·吴达那建造，并于1568年（明隆庆六年）重建。杨玠等则认为塔庄莫建于明隆庆四年（1570年）前后，是召片领刀应勐迎娶缅甸金莲公主时兴建的一批寺塔之一。另有佛陀大弟子与缅甸高僧建造等说法。塔庄莫在文化大革命中遭到破坏，现存塔身为1987年由西双版纳佛教协会在原址上重建。1988年公布为西双版纳傣族自治州文物保护单位。2012年公布为第七批云南省文物保护单位。

## 建筑
塔庄莫为覆钵式砖混结构实心塔，呈青灰色，有花纹与浮雕装饰。塔身呈覆钵形，镶嵌有圆形、菱形镜片，整座塔通高约10米，底径约6米。塔基为方形，四角各有佛龛。塔刹由多重相轮、宝伞、银铃组成。

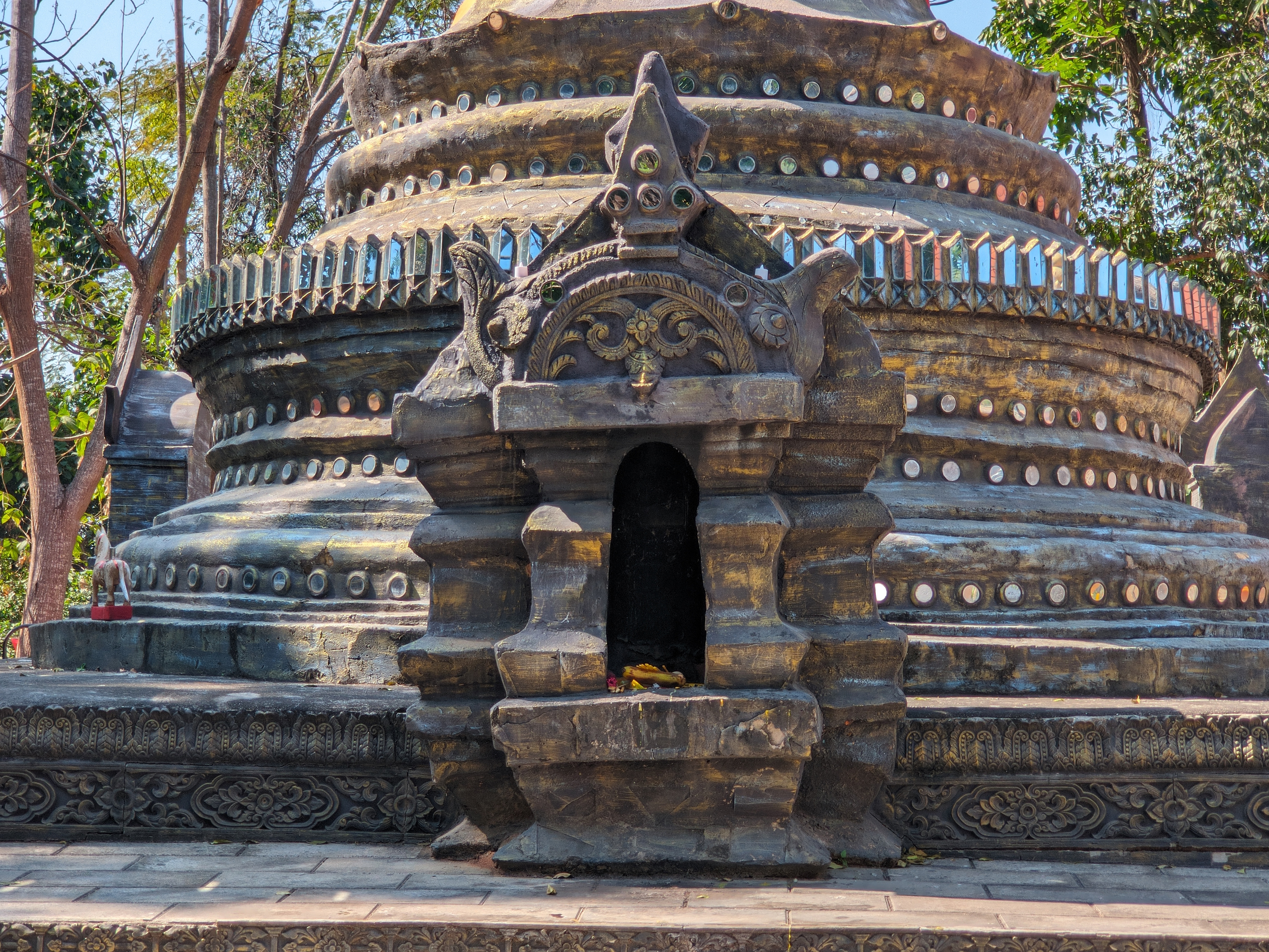
佛龛
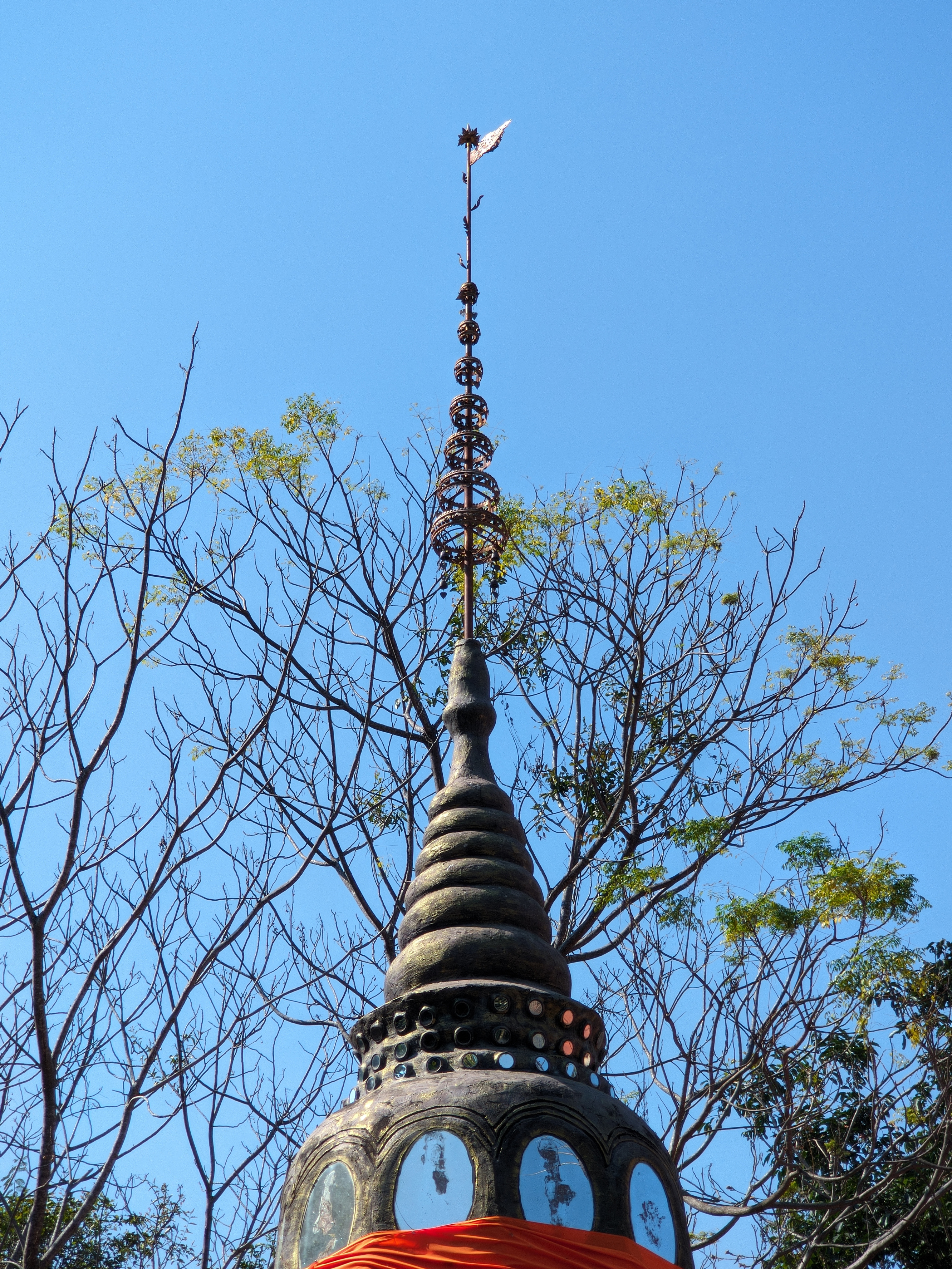
塔刹
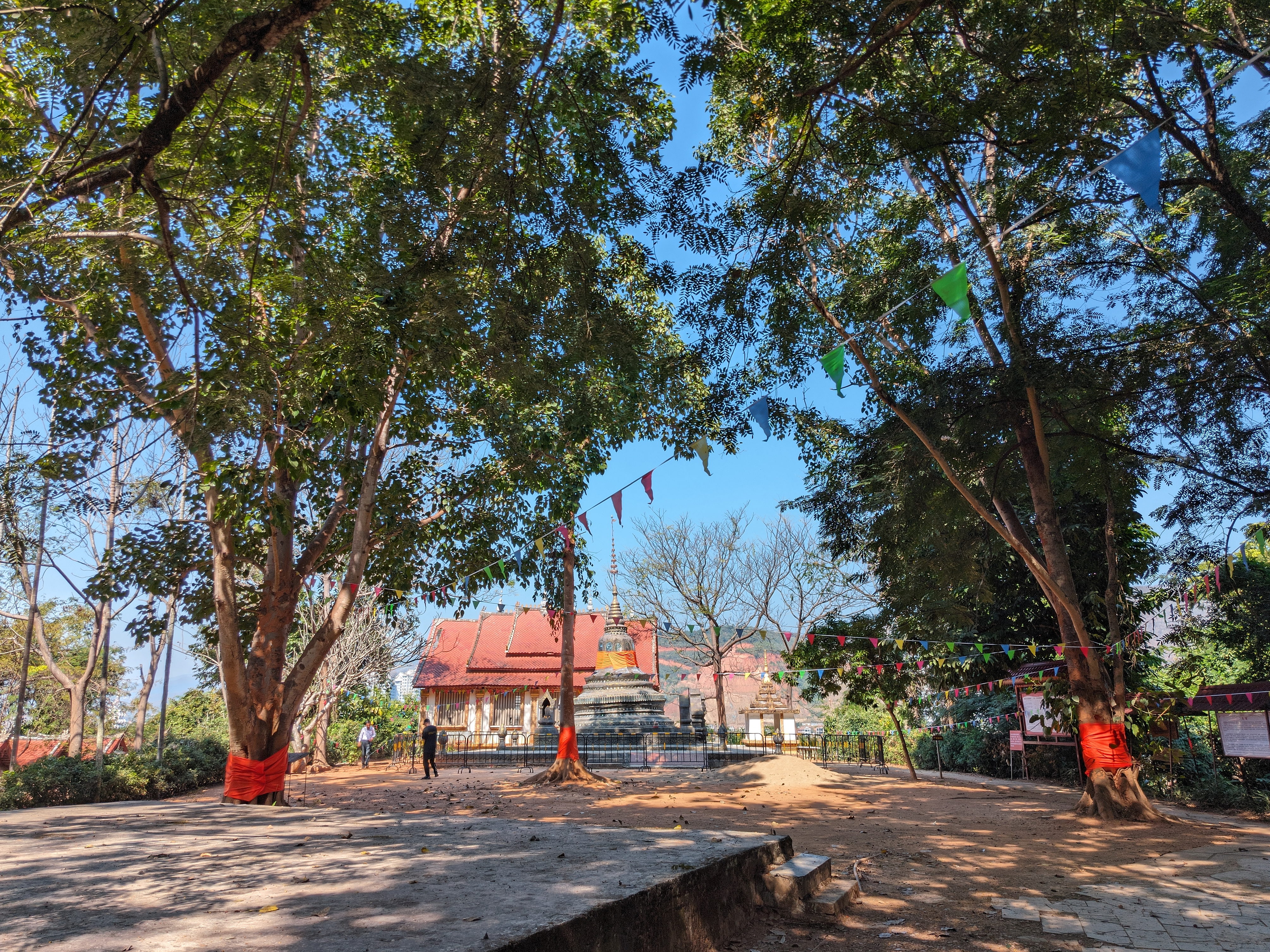
塔旁的树林